# Chi Rệp son
Chi Rệp son (danh pháp: Dactylopius) là một chi côn trùng cánh nứa trong họ Dactylopiidae. Chi này gồm khoảng 10 loài.

## Phân bổ
- Tây nam Hoa Kỳ đến Trung Mỹ, đặc biệt là miền Tân nhiệt đới

## Phân loài
- Dactylopius austrinus De Lotto, 1974
- Dactylopius bassi (Targioni Tozzetti) Ben-Dov & Marotta, 2001
- Dactylopius ceylonicus (Green) Sanders, 1909
- Dactylopius coccus Costa, 1835
- Dactylopius confertus De Lotto, 1974
- Dactylopius confusus Cockerell, 1902
- Dactylopius opuntiae Cockerell, 1929
- Dactylopius salmianus De Lotto, 1974
- Dactylopius tomentosus (Lamarck)Cockerell, 1902
- Dactylopius zimmermanni De Lotto, 1974

## Hình ảnh

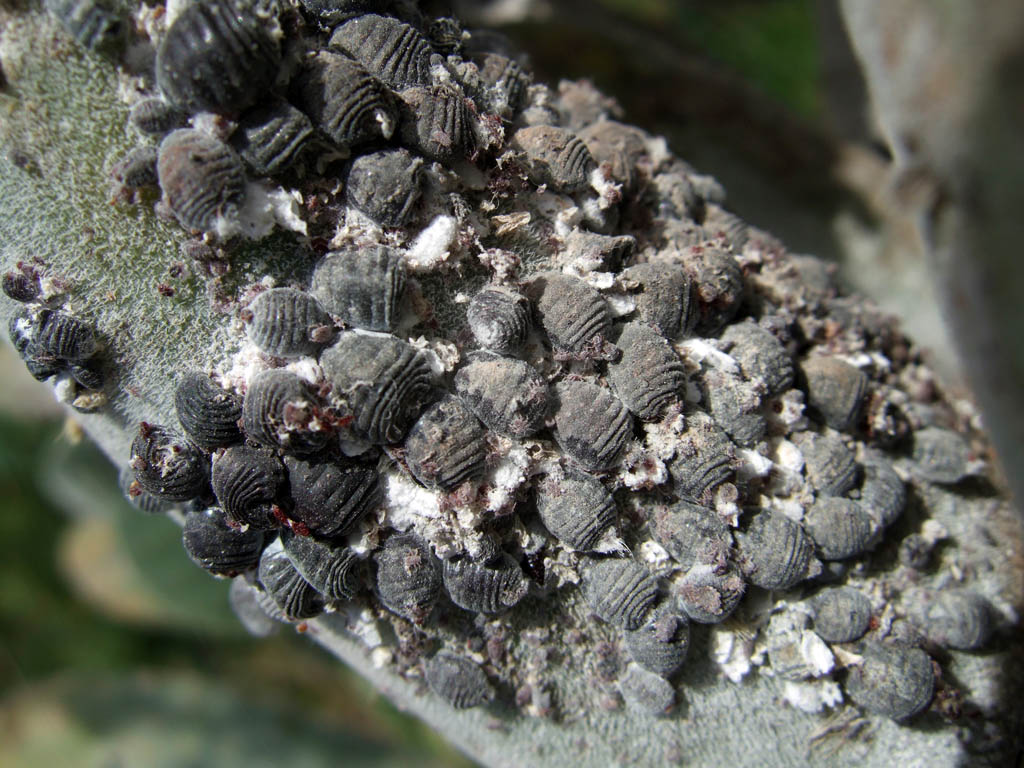
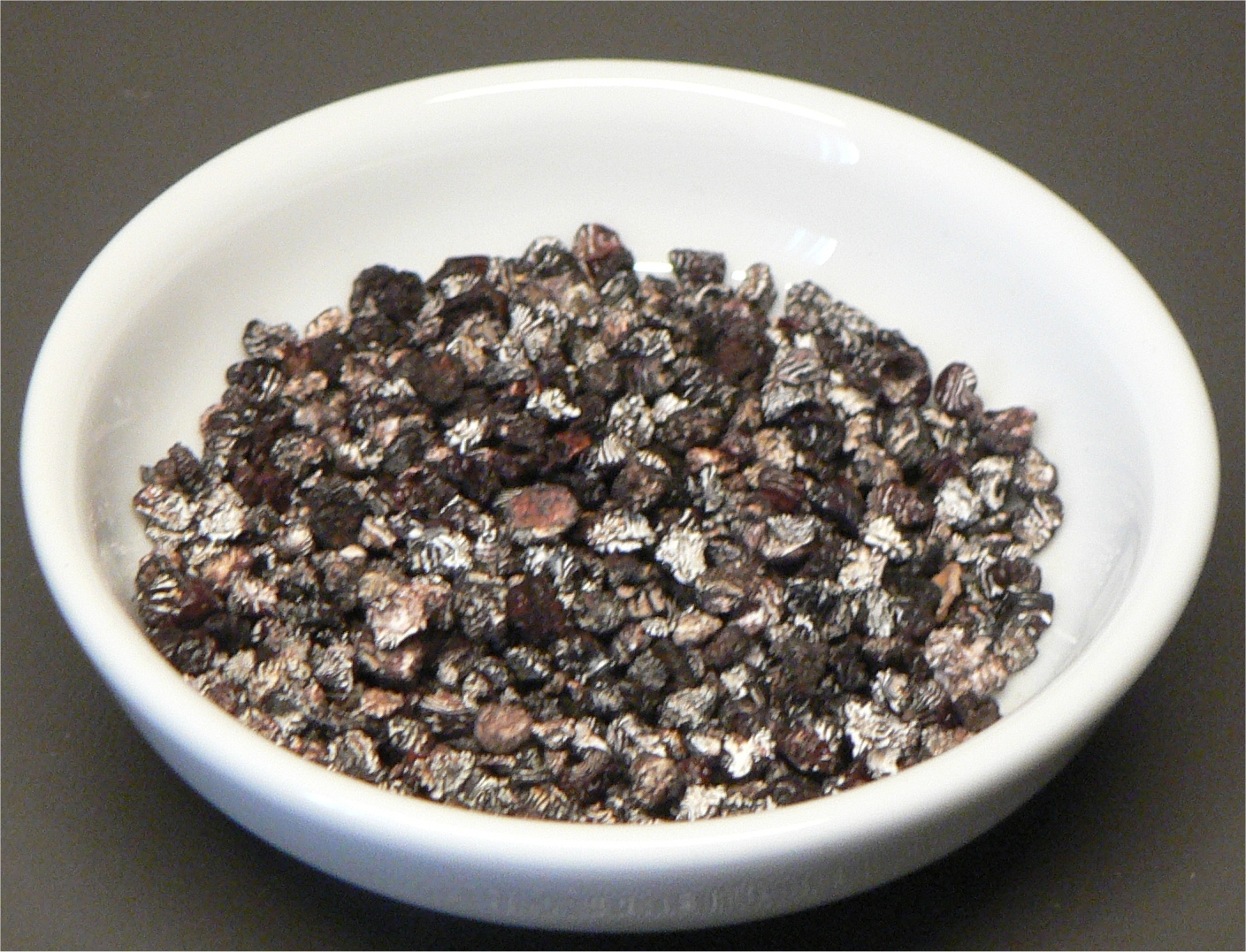